# 黑水河 (岷江支流)
黑水河 (岷江支流)，是中国长江流域的一条河流，汇入岷江上游右岸，属于岷江水系。河长180千米，流域面积7222平方千米，年均流量140立方米每秒。自然落差1880米。水能理论蕴藏量85万千瓦。